# Уста, Фуат
Фуат Уста (тур. Fuat Usta; род. 3 июля 1972, Самсун) — турецкий футболист и тренер.

## Клубная карьера
Родился в турецком Самсуне. Уста вырос в Нидерландах и дебютировал в 1990 году в клубе «Фортуна» из Ситтарда. Уста провёл большую часть своей карьеры в Нидерландах, где также играл за «Камбюр», роттердамскую «Спарта» и МВВ — помимо годичной аренды в турецком «Бешикташе», в финском Йокерит, и в Японии с «Омия Ардия». Уста ушёл из профессионального футбола в 2003 году, однако вернулся в «Фортуну» в сезоне 2006-07 годах. После чего остался тренером клуба. В 2012 году назначен тренером-консультантом детско-юношеской академии российского клуба «Анжи» из Махачкалы. 2 января 2014 года стало известно, что Уста продлил контракт с «Анжи» ещё на один год. 30 июня 2016 года у Фуата Уста завершился контракт с академией «Анжи».